# Diócesis de Bouar
La diócesis de Bouar (en latín: Dioecesis Buarensis y en francés: Diocèse de Bouar) es una circunscripción eclesiástica de la Iglesia católica en la República Centroafricana. Se trata de una diócesis latina, sufragánea de la arquidiócesis de Bangui. Desde el 2 de diciembre de 2017 su obispo es Mirosław Gucwa.

## Territorio y organización
La diócesis tiene 45 000 km² y extiende su jurisdicción sobre los fieles católicos de rito latino residentes en la prefectura de Nana-Mambéré y en la parte meridional de la prefectura de Ouham-Pendé.
La sede de la diócesis se encuentra en la ciudad de Bouar, en donde se halla la Catedral de Santa María Madre de la Iglesia.
En 2020 en la diócesis existían 12 parroquias.

## Historia
La diócesis fue erigida el 27 de febrero de 1978 con la bula Peramplum Berberatensis del papa Pablo VI, obteniendo el territorio de la diócesis de Berbérati.

## Estadísticas
Según el Anuario Pontificio 2021 la diócesis tenía a fines de 2020 un total de 116 950 fieles bautizados.
| Año                                                                             | Población            | Población | Población      | Sacerdotes | Sacerdotes    | Sacerdotes    | Bautizados por sacerdote | Diáconos permanentes | Religiosos | Religiosos | Parroquias |
| Año                                                                             | Bautizados católicos | Total     | % de católicos | Total      | Clero secular | Clero regular | Bautizados por sacerdote | Diáconos permanentes | Varones    | Mujeres    | Parroquias |
| ------------------------------------------------------------------------------- | -------------------- | --------- | -------------- | ---------- | ------------- | ------------- | ------------------------ | -------------------- | ---------- | ---------- | ---------- |
| 1980                                                                            | 30 022               | 303 000   | 9.9            | 27         |               | 27            | 1111                     |                      | 37         | 42         | 7          |
| 1990                                                                            | 52 000               | 344 000   | 15.1           | 44         | 5             | 39            | 1181                     |                      | 47         | 60         | 11         |
| 1999                                                                            | 65 322               | 469 194   | 13.9           | 64         | 16            | 48            | 1020                     |                      | 107        | 86         | 13         |
| 2000                                                                            | 70 015               | 485 190   | 14.4           | 54         | 11            | 43            | 1296                     |                      | 97         | 76         | 12         |
| 2001                                                                            | 76 590               | 502 947   | 15.2           | 53         | 12            | 41            | 1445                     |                      | 97         | 75         | 12         |
| 2002                                                                            | 74 935               | 510 221   | 14.7           | 48         | 5             | 43            | 1561                     |                      | 103        | 73         | 12         |
| 2003                                                                            | 75 773               | 522 788   | 14.5           | 63         | 13            | 50            | 1202                     |                      | 121        | 61         | 12         |
| 2004                                                                            | 75 504               | 529 916   | 14.2           | 56         | 7             | 49            | 1348                     |                      | 88         | 74         | 12         |
| 2006                                                                            | 77 291               | 520 823   | 14.8           | 53         | 10            | 43            | 1458                     |                      | 89         | 70         | 12         |
| 2012                                                                            | 89 265               | 553 000   | 16.1           | 51         | 11            | 40            | 1750                     |                      | 120        | 71         | 12         |
| 2015                                                                            | 93 684               | 551 000   | 17.0           | 51         | 10            | 41            | 1836                     | 3                    | 90         | 71         | 12         |
| 2018                                                                            | 110 280              | 525 662   | 21.0           | 48         | 8             | 40            | 2297                     |                      | 73         | 63         | 12         |
| 2020                                                                            | 116 950              | 525 660   | 22.2           | 45         | 7             | 38            | 2598                     |                      | 92         | 63         | 12         |
| Fuente: Catholic-Hierarchy, que a su vez toma los datos del Anuario Pontificio. |                      |           |                |            |               |               |                          |                      |            |            |            |

## Episcopologio
- Armando Umberto Gianni, O.F.M.Cap. (27 de febrero de 1978-2 de diciembre de 2017 retirado)
- Mirosław Gucwa, desde el 2 de diciembre de 2017